# Ozette (Washington)
Ozette es un área no incorporada ubicada en el condado de Clallam en el estado estadounidense de Washington.

## Geografía
Ozette se encuentra ubicado en las coordenadas 48°9′17″N 124°40′2″O / 48.15472, -124.66722.